# ديفيد والش (لاعب كريكت)
ديفيد والش (17 ديسمبر 1946 في الهند - ) (بالإنجليزية: David Walsh)‏ هو لاعب كريكت بريطاني. لعب مع نادي الكريكت في جامعة أكسفورد ‏.

## وصلات خارجية
- ديفيد والش على موقع إي آس بي آن كريك إنفو (الإنجليزية)